# Geórgios Ikonómos
Geórgios Ikonómos (en grec moderne : Γεώργιος Οικονόμος), né le 6 février 1882 à Athènes où il est mort le 21 juin 1951, est un archéologue grec.

## Biographie
Fils de l'archéologue Panayótis Ikonómos (el) (1852-1931), il fait des études de philologie à Bonn, Munich et Berlin et se rend en 1907 à Paris pour y suivre les cours de Maxime Collignon et de Bernard Haussoullier.
Après un séjour en Grande-Bretagne et en Italie, il devient l'assistant de Panayótis Kavvadías dans les fouilles de l'agora d'Athènes (1908) et éphore des antiquités (1910).
Premier éphore de Macédoine (1921), il fouille à Clazomènes (Asie Mineure) et étudiant les antiquités grecques d'Asie Mineure, rédige un mémoire fort remarqué sur les sculptures de l'atelier de Tralles (1921-1922).
Conservateur du Musée numismatique (1923-1928) puis du Musée national archéologique d'Athènes (1930), il prend la suite du Corpus des mosaïques de Grèce de Kavvadías, dirige les fouilles de l'agora, du cimetière du Céramique, de Céphalonie et de Messénie.
En 1926, il est élu Membre de l'Académie d'Athènes et sera de nombreuses années le secrétaire général de la Société archéologique d'Athènes.
Ministre de l'Instruction publique et des cultes après la Seconde Guerre mondiale, il est un fervent protecteur de l'École française d'Athènes et est fait docteur honoris clausa de la Sorbonne en 1947, ainsi que membre correspondant de l'Académie des inscriptions et belles-lettres.

## Travaux
On lui doit de nombreux articles dans l'Ephemeris archaeologiki, le Deltion archaeologicon, les Athenische Mitteilungen et dans le Bulletin de correspondance hellénique ainsi que les ouvrages suivants : 
- De profusionum usa apud Graecos, 1903
- Epigraphal ek tês en Athinais agoras, Ta dèmosieugmata tês archaiologikês Ephemeridos, 1910-1911
- Ek tês Buzantinês Thessalonikês, 1923
- E epi tês Akropoleôs latreia tês Athènas Nikês, 1939-1941